# Peroxo-dikénsav
A peroxo-dikénsav egy szervetlen sav, a kén egyik oxosava. Peroxidkötést tartalmaz. Képlete H2S2O8. Színtelen kristályokat alkot. Ezek a kristályok erősen higroszkóposak, vízben jól oldódnak. Feloldódik alkoholban és dietil-éterben is. A szaga az ózonéra emlékeztet.

## Kémiai tulajdonságai
A peroxo-dikénsav bomlékony vegyület. Könnyen bomlik kénsavra és oxigénre, emiatt erős oxidálószer. A bomlása víz vagy melegítés hatására gyorsabb lesz.
{\displaystyle \mathrm {H_{2}S_{2}O_{8}+H_{2}O\rightarrow 2\ H_{2}SO_{4}+{\frac {1}{2}}O_{2}} }
A kálium-jodid oldatából jódot választ ki. Ha vízben oldják, elbomlik, kénsav és hidrogén-peroxid keletkezik.
{\displaystyle \mathrm {H_{2}S_{2}O_{8}+2\ H_{2}O\rightarrow 2\ H_{2}SO_{4}+H_{2}O_{2}} }
Erős kétbázisú sav, a sói a peroxo-diszulfátok vagy perszulfátok. Ezek a vegyületek a savhoz hasonlóan erős oxidálószerek, közülük az ammónium-peroxo-diszulfát és a kálium-peroxo-diszulfát a legjelentősebbek.

## Előállítása
A hideg, tömény kénsav nagy áramsűrűséggel végzett elektrolízisekor peroxo-dikénsav keletkezik. Előállítható szulfonil-kloridból is hidrogén-peroxiddal.
{\displaystyle \mathrm {2\ SO_{2}Cl_{2}+H_{2}O_{2}+2\ H_{2}O\rightarrow H_{2}S_{2}O_{8}+4\ HCl} }

## Felhasználása
A peroxo-dikénsav sóit a fényképészetben használják fel a túl kemény képek gyengítésére, mert oxidálja a finom eloszlású ezüstöt (és szulfáttá redukálódik).